# Kunwargaon
Kunwargaon is een nagar panchayat (plaats) in het district Budaun van de Indiase staat Uttar Pradesh.

## Demografie
Volgens de Indiase volkstelling van 2001 wonen er 6.754 mensen in Kunwargaon, waarvan 54% mannelijk en 46% vrouwelijk is. De plaats heeft een alfabetiseringsgraad van 46%.